# Aly Keita (Fußballspieler)
Aly Keita (* 8. Dezember 1986 in Västerås) ist ein guineisch-schwedischer Fußballspieler. Der Torwart stieg Ende 2015 mit Östersunds FK in die Allsvenskan auf und gewann mit der Mannschaft zwei Jahre später den schwedischen Landespokalwettbewerb.

## Werdegang
Keita begann mit dem Fußballspielen beim IK Oden in seiner Geburtsstadt Västerås, für den er später als Teenager im Erwachsenenbereich debütierte. Ab 2007 spielte er für den Lokalkonkurrenten Syrianska IF Kerburan in der Division 2. Ende 2008 stieg er als Staffelsieger mit dem Klub in die Division 1 auf, wo die Mannschaft am Ende der Drittliga-Spielzeit 2010 als Tabellendritte hinter Västerås SK und IK Sirius den Aufstieg respektive die Relegationsspiele zur Superettan verpasste. Ende 2011 wechselte der zwischenzeitlich zum Mannschaftskapitän avancierte Torwart innerhalb der Stadt zum Västerås SK, der nach einjähriger Zugehörigkeit zur zweiten Liga direkt wiederabgestiegen war, und unterzeichnete einen Dreijahresvertrag.
2013 geriet Västerås SK in finanzielle Schwierigkeiten und legte sich ein Sparprogramm auf, das auch die Abgabe von Spielern vorsah. In der Folge verließ auch Aly, der als Spitzenverdiener bei den Grün-Weißen galt und 75 % seiner Einkünfte aus dem Spielergehalt bezog, den Klub und schloss sich seinem Ex-Klub Syrianska IF Kerburan an, der zwischenzeitlich wieder in die Viertklassigkeit abgestiegen war. Hier gehörte er zu den Stammkräften und wurde am Ende der Spielzeit als bester Torwart der Division 2 ausgezeichnet.
In der Folge nahm ihn im November der Zweitligist Östersunds FK unter Vertrag. Hier war er zunächst nur Ersatzmann hinter dem vom FC Middlesbrough ausgeliehenen Connor Ripley, den er nach dessen Rückkehr nach England im Sommer als Stammtorhüter beerbte. Am Saisonende musste er dem Isländer Haraldur Björnsson weichen, zu Beginn der Zweitligaspielzeit 2015 war er jedoch wieder die Nummer eins zwischen den Pfosten. Im letzten Saisondrittel setzte Trainer Graham Potter abermals auf den isländischen Konkurrenten, in 23 Saisonspielen hatte Keita jedoch zum erstmaligen Allsvenskan-Aufstieg in der Vereinsgeschichte beigetragen. In der höchsten Spielklasse setzte Potter zunächst erneut auf einen englischen Leihimport, als er den vom FC Chelsea verpflichteten Jamal Blackman den Vorzug gab. Abermals eroberte sich Keita nach dem Abgang im Sommer den Platz zwischen den Pfosten, den er im Herbst an Hampus Nilsson abtreten musste. In die Spielzeit 2017 startete er erneut als Torhüter Nr. 1, wurde aber vereinzelt von Andreas Andersson vertreten.
Am 15. August 2016 im Auswärtsspiel bei Jönköpings Södra IF kam es kurz vor Ende der Begegnung beim Spielstand von 1:1 zu einem schwerwiegenden Zwischenfall. Ein Zuschauer stürmte auf den Platz und schlug den Torhüter der Gäste mit einem Schlag an die Schläfe nieder. Das Spiel wurde abgebrochen.
Im Mai 2017 stand Keita beim 4:1-Finalerfolg im Landespokal über IFK Norrköping im Tor. Es war der erste landesweite Titel seiner Mannschaft und sie qualifizierte sich damit auch erstmals für einen europäischen Wettbewerb. In der UEFA Europa League 2017/18 erreichte die Mannschaft nach Erfolgen über Galatasaray Istanbul, CS Fola Esch und PAOK Thessaloniki die Gruppenphase. In dieser erreichte man hinter Athletic Bilbao den zweiten Platz; im anschließenden Sechzehntelfinale schied das Team gegen den FC Arsenal London aus.
Keita, der einen guineischen Vater und eine norwegische Mutter hat, wurde im Oktober 2018 für das Qualifikationsspiel zum Afrika-Cup 2019 berufen und feierte sein Debüt in der guineischen Fußballnationalmannschaft am 12. Oktober 2018 beim 2:0-Erfolg über Ruanda. Die Mannschaft wurde Gruppenerster – vor der Elfenbeinküste – und qualifizierte sich für die Endrunde.
In den folgenden Jahren stand Keita als Stammtorhüter mit Östersunds FK regelmäßig im Abstiegskampf der Allsvenskan, im Sommer 2021 verlängerte er seinen Vertrag beim Klub um drei Jahre. Am Ende der Spielzeit 2021 verpasste er unter Trainer Amir Azrafshan und dessen Nachfolger Per Joar Hansen mit dem Klub als Schlusslicht den Klassenerhalt. Nach einer Verletzung kurz nach Beginn der Zweitligaspielzeit 2022 musste er pausieren, unterdessen rutschte der Klub unter dem neuen Trainer Magnus Powell auch hier in den Abstiegskampf. Im Juni kehre Keita zurück ins Tor, wurde aber nach einer erneuten Verletzung im August von Andrew Mills vertreten. Im letzten Saisondrittel stand Keita wieder regelmäßig im Tor, als der Klub durch einen 1:0-Erfolg im Abstiegsduell mit Norrby IF am letzten Spieltag den danach punktgleichen Gegner überflügelte und die Relegation erreichte. Dort stand beim Auswärtsduell bei Falkenbergs FF Mills zwischen den Pfoste, nach dem 1:1-Remis hielt Keita im Rückspiel beim 2:0-Erfolg seinen Kasten sauber und trug somit zum Klassenerhalt bei. In der anschließenden Spielzeit war er als Mannschaftskapitän zunächst wieder Stammspieler, ehe er zwischenzeitlich im Sommer Mills Platz machen musste.